# クヴェーリオ
クヴェーリオ（伊: Cuveglio）は、イタリア共和国ロンバルディア州ヴァレーゼ県にある、人口約3,400人の基礎自治体（コムーネ）。

## 地理

### 位置・広がり

#### 隣接コムーネ
隣接するコムーネは以下の通り。
- カザルツイーニョ
- カッサーノ・ヴァルクーヴィア
- カステッロ・カビアーリオ
- クーヴィオ
- ドゥーノ
- ランチョ・ヴァルクーヴィア

### 地震分類
イタリアの地震リスク階級 (it) では、4 に分類される
。

## 行政

### 分離集落
クヴェーリオには、以下の分離集落（フラツィオーネ）がある。
- Canonica di Cuveglio, Cavona, Vergobbio